# Grodowiec
Grodowiec (früher Wysoka Cerekiew, deutsch: Hochkirch) ist ein Dorf in Polen in der Woiwodschaft Niederschlesien. Es liegt im Powiat Polkowicki und gehört zur Landgemeinde Grębocice. Das Dorf ist ein schlesischer Wallfahrtsort.

## Sehenswürdigkeiten
Unter Denkmalschutz stehen:
- Die Kirche Heiliger Johannes der Täufer (kościół pw. św. Jana Chrzciciela) ist eine barocke Kirche, die 1702–24 errichtet wurde. Sie hat eine reiche Ausstattung im Stile des Barock und des Rokoko. Im Inneren weiter ein Régence-Orgelprospekt. Außen gibt es eine große Anzahl ganzfiguriger Grabplatten.[1]
- Die Ölbergkapelle im Barockstil von 1755
- Die Treppe zur Kirche mit Figuren, erste Hälfte 18. Jahrhundert
- Das Pfarrhaus von 1784–88 erbaut[2]

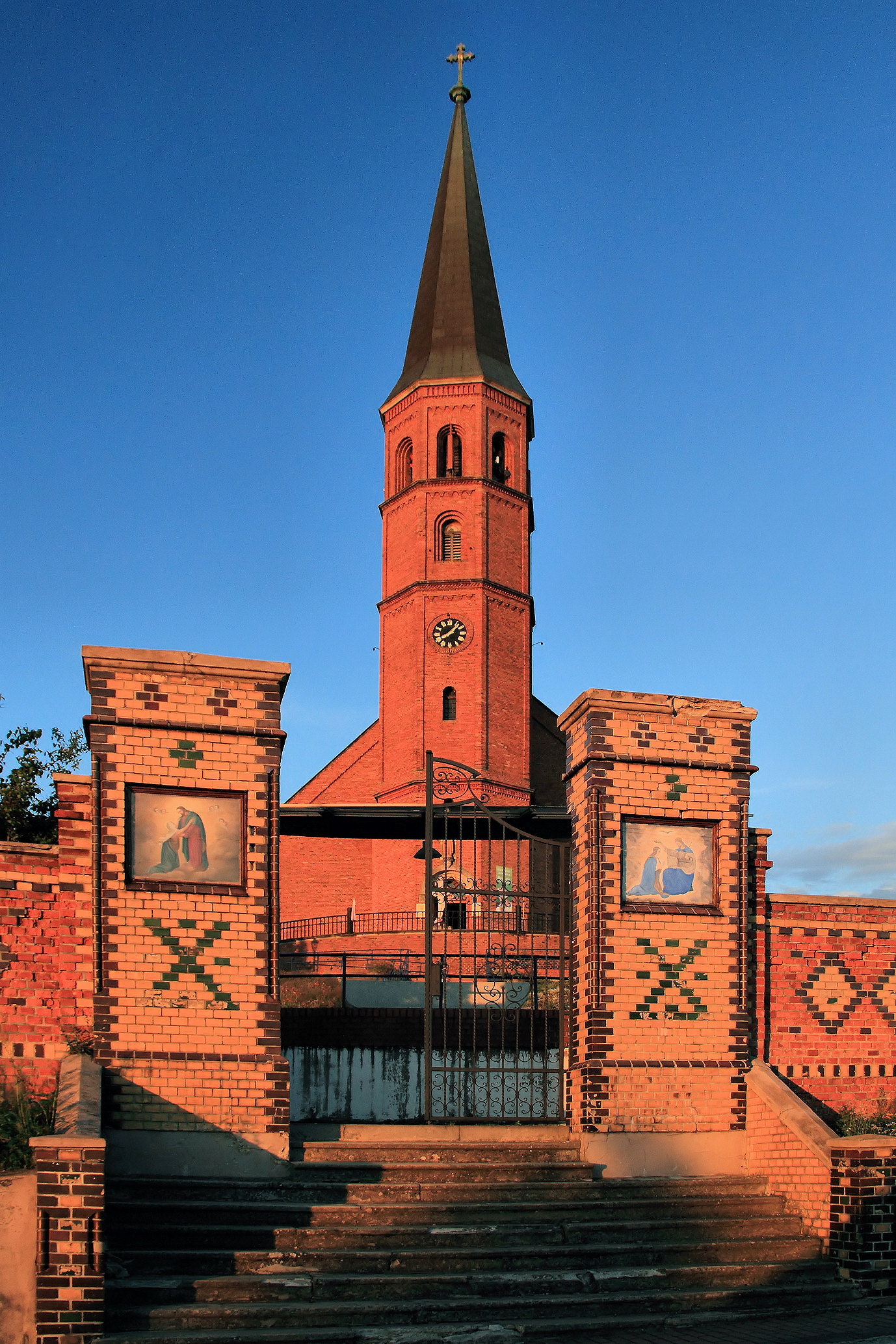
Kirche Heiliger Johannes der Täufer
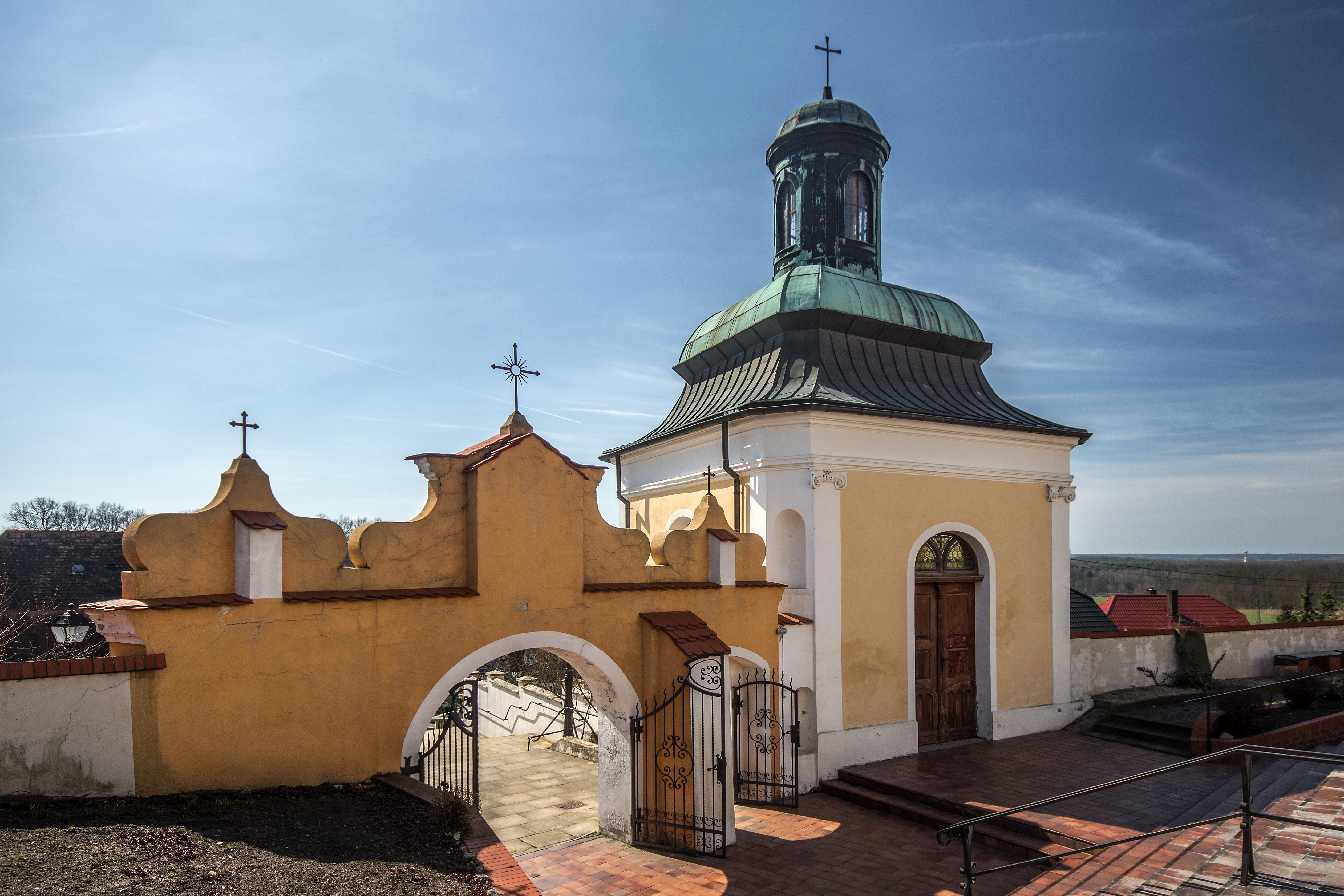
Ölberg-Kapelle
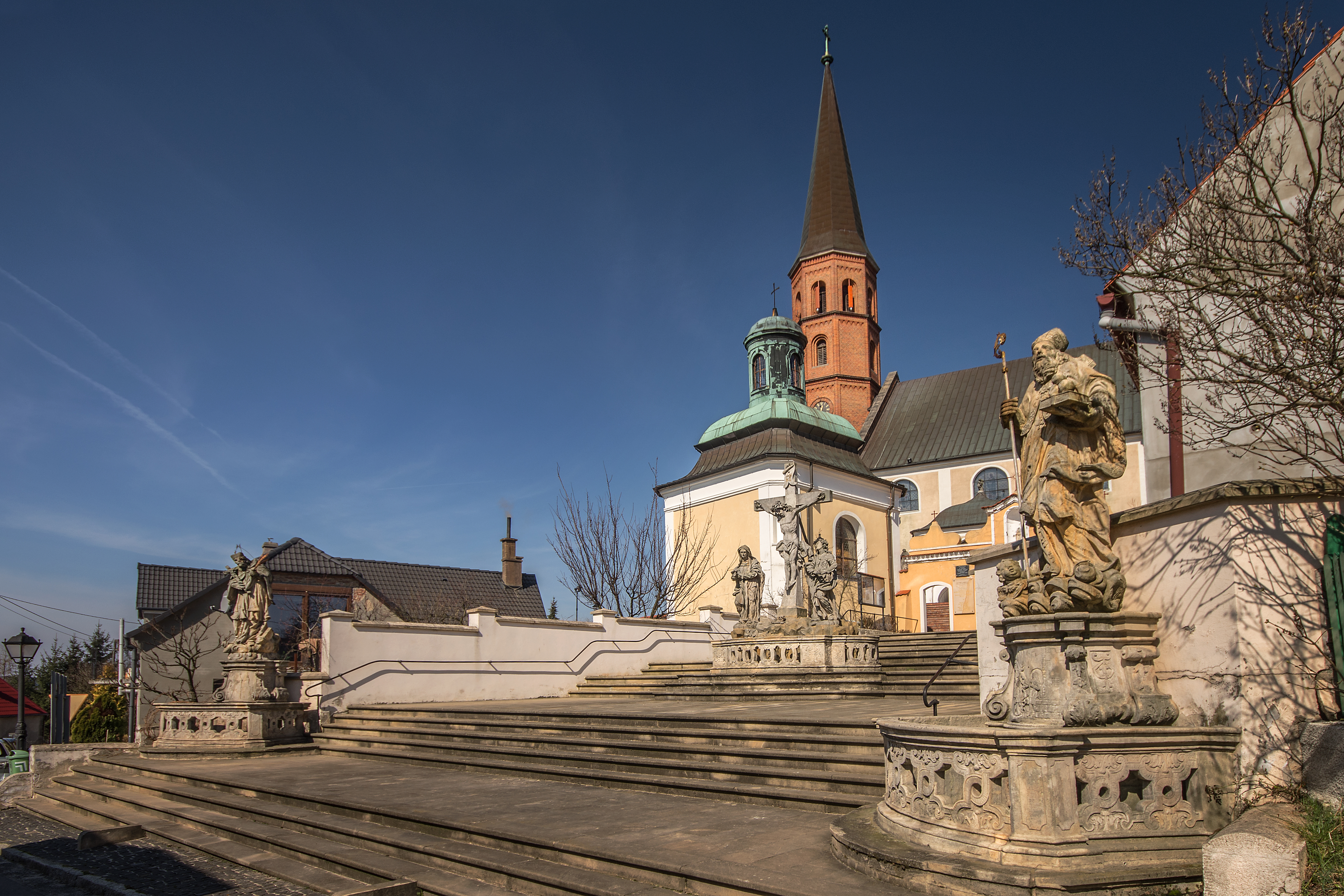
Treppe zur Kirche
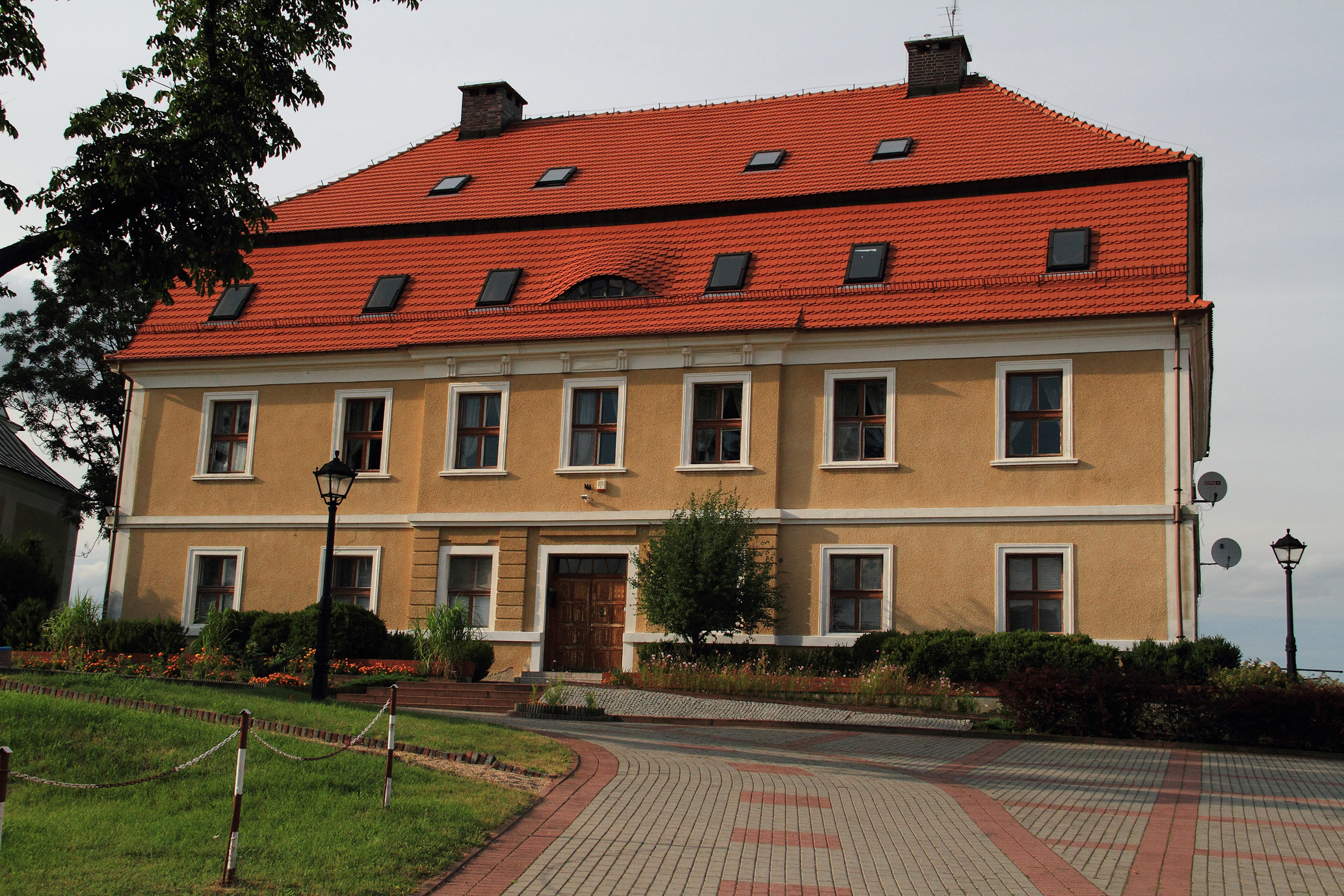
Pfarrhaus